# اقامتگاه صخره‌ای

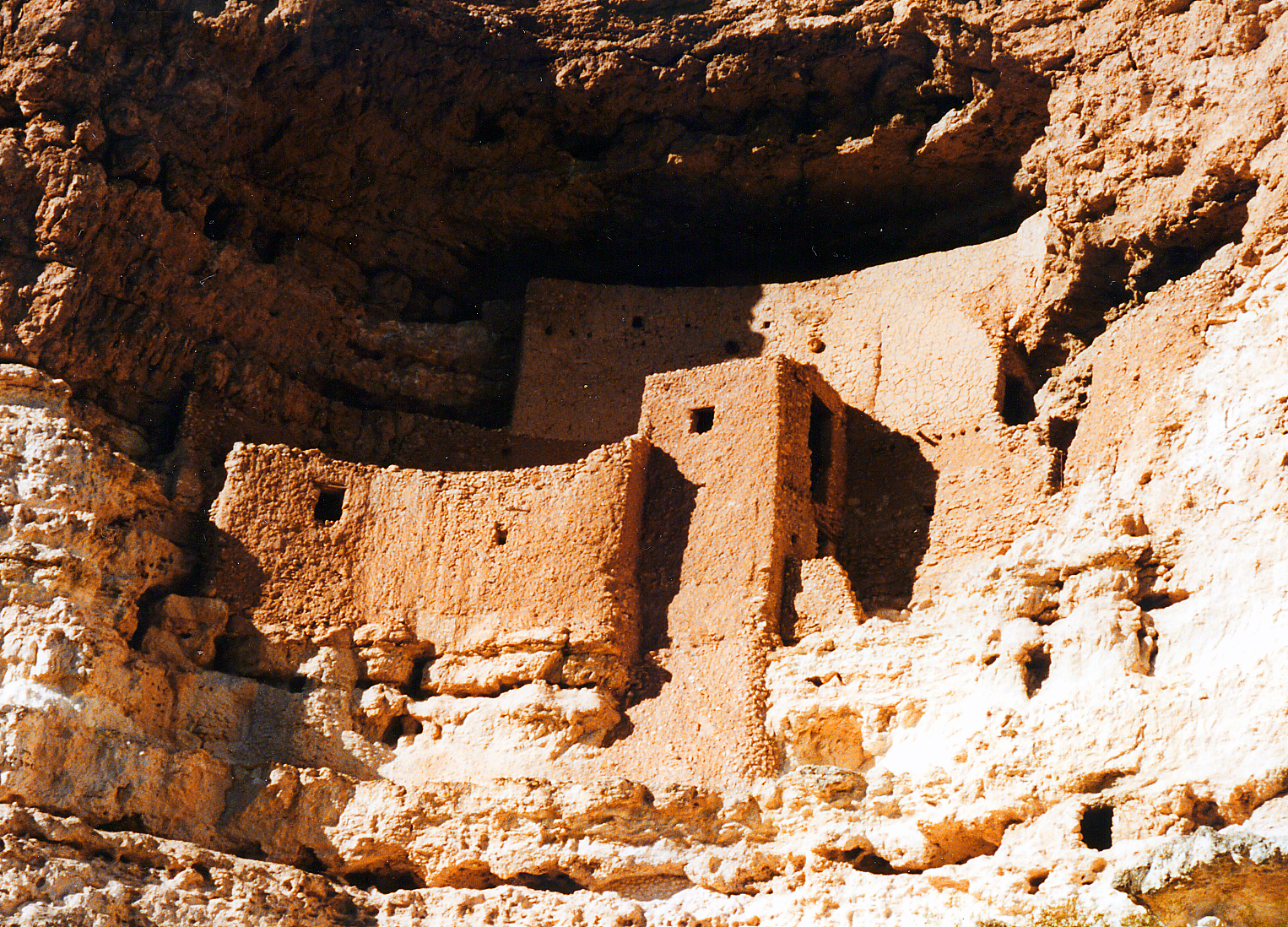
اقامتگاه صخره‌ای سیناگوا (یادبود ملی قلعه مونته‌زوما), آریزونا

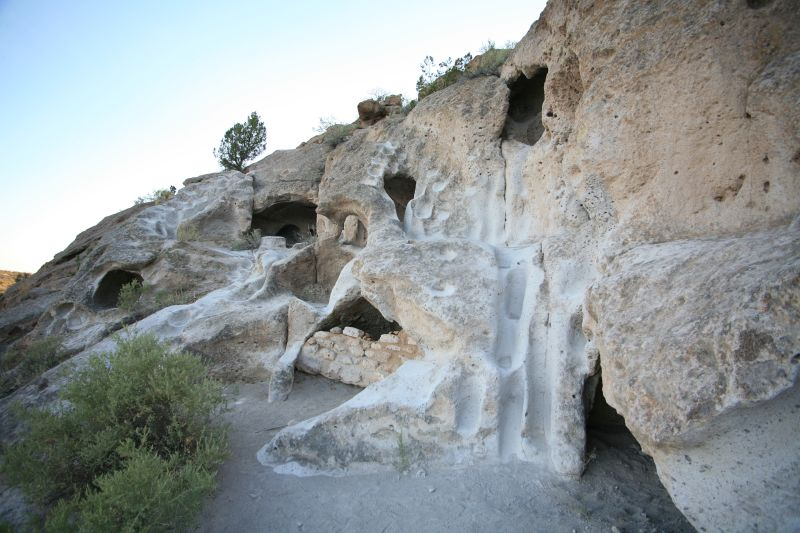
کاوات‌ها و مسیرها در توف نرم در تسانکوی، نیومکزیکو

ترجمه در باستان‌شناسی، اقامتگاه‌های صخره‌ای به اقامتگاه‌هایی اطلاق می‌شود که با استفاده از شکاف‌ها یا غارها در صخره‌های بلند تشکیل شده‌اند و گاهی با حفاری یا اضافاتی به صورت سنگ‌کاری تکمیل می‌شوند. دو نوع ویژه از اقامتگاه صخره‌ای توسط باستان‌شناسان تشخیص داده می‌شود: خانه صخره‌ای, که در سطوح مختلف صخره ساخته شده است، و کاوات، که با استفاده از شکاف‌ها یا بازشوهای طبیعی حفاری می‌شود.
معماری صخره‌ای عموماً به معابد بزرگتر، اما همچنین به مقبره‌ها، که در صخره‌ها بریده شده‌اند، اشاره دارد. برای مثال، غارهای اجنتا در هند، از قرن دوم قبل از میلاد تا قرن پنجم میلادی، احتمالاً صدها راهب بودایی را در خود جای داده‌اند و در یک صخره بریده شده‌اند، همانند غارهای موگائو در چین.